# Liste der Innenminister von Gambia
Die Liste der Innenminister von Gambia listet die Innenminister des westafrikanischen Staates Gambia von 1981 bis heute auf.
Die offizielle Bezeichnung des Amtes lautete bis Mitte 2009 englisch Secretary of State for Interior, SOS, danach englisch Minister of Interior. Das Resort Religiöse Angelegenheiten wurde zeitweilig mit diesem Amt kombiniert.
| Regierungschef                        | Amtszeit                         | Amtsinhaber                                  | Partei- zugehörigkeit            | Anmerkung                        |
| Republik Gambia (Erste Republik)      | Republik Gambia (Erste Republik) | Republik Gambia (Erste Republik)             | Republik Gambia (Erste Republik) | Republik Gambia (Erste Republik) |
| ------------------------------------- | -------------------------------- | -------------------------------------------- | -------------------------------- | -------------------------------- |
| Staatspräsident Dawda Jawara (PPP)    | 1981 bis 1982                    | Abdoulie Sulayman M’Boob (* 1930 – ca. 2015) |                                  |                                  |
| Staatspräsident Dawda Jawara (PPP)    | 1983 bis 1987                    | Alieu Erima Woola Fatty Badjie (1925–2005)   | PPP                              |                                  |
| Staatspräsident Dawda Jawara (PPP)    | 1987 bis 1994                    | Lamin Kitty Jabang (* 1942)                  | PPP                              | Abgesetzt durch einen Putsch     |
| Republik Gambia (Zweite Republik)     |                                  |                                              |                                  |                                  |
| Militärregierung (AFPRC) Yahya Jammeh | 1994 bis 1995                    | Sadibou Hydara (1964–1995)                   |                                  |                                  |
| Militärregierung (AFPRC) Yahya Jammeh | 1995 bis 1997                    | Kaba Bajo (* 1964)                           |                                  |                                  |
| Staatspräsident Yahya Jammeh (APRC)   | 1997 bis 1999                    | Momodou Bojang                               |                                  |                                  |
| Staatspräsident Yahya Jammeh (APRC)   | 1999 bis 2003                    | Ousman Badjie (* 1967)                       |                                  |                                  |
| Staatspräsident Yahya Jammeh (APRC)   | 2003 bis 2004                    | Sulayman M. Ceesay (1939–2015)               |                                  |                                  |
| Staatspräsident Yahya Jammeh (APRC)   | 2004 bis 2005                    | Samba Bah (1948–2008)                        |                                  |                                  |
| Staatspräsident Yahya Jammeh (APRC)   | 2005 bis 2006                    | Baboucarr Jatta (* 1960)                     |                                  |                                  |
| Staatspräsident Yahya Jammeh (APRC)   | 2007 bis 2012                    | Ousman Sonko (* 1969)                        |                                  |                                  |
| Staatspräsident Yahya Jammeh (APRC)   | 2012                             | Kaba Bajo (* 1964)                           |                                  | 2. Amtszeit                      |
| Staatspräsident Yahya Jammeh (APRC)   | 2012 bis 2016                    | Ousman Sonko (* 1969)                        |                                  | 2. Amtszeit                      |
| Staatspräsident Yahya Jammeh (APRC)   | 2016 bis 2017                    | Momodou Alieu Bah                            |                                  |                                  |
| Republik Gambia (Dritte Republik)     |                                  |                                              |                                  |                                  |
| Staatspräsident Adama Barrow (UDP)    | 2017                             | Mai Ahmed Fatty                              | GMC                              |                                  |
| Staatspräsident Adama Barrow (UDP)    | 2017 bis 2018                    | Habib Saihou Drammeh (* 1949)                |                                  |                                  |
| Staatspräsident Adama Barrow (UDP)    | 2018 bis 2019                    | Ebrima Mballow († 2023)                      |                                  |                                  |
| Staatspräsident Adama Barrow (UDP)    | 2019 bis 2022                    | Yankuba Sonko (* 1964)                       |                                  |                                  |
| Staatspräsident Adama Barrow (UDP)    | 2022 bis 2024                    | Seyaka Sonko                                 |                                  |                                  |
| Staatspräsident Adama Barrow (UDP)    | ab 2024                          | Abdoulie Sanyang                             |                                  |                                  |